# Rai Italia
Rai Italia je satelitní a kabelový kanál Rai, resp. její dceřiné společnosti Rai Com pro zahraniční publikum.

## Publikum a program
Rai Italia vysílá to nejlepší z pořadů Rai a vlastní výrobu pro tento kanál. Jeho publikum je především italská diaspora a cizinci, kteří se zajímají o italskou kulturu a jazyk. Kanál vysílal v letech 1992 až 2008 pod názvem Rai International.

## Programové pozice
Rai Italia vysílá na třech programových pozicích, každá časově posunutá a přizpůsobená jednotlivým kontinentům. Tyto číslované názvy se však na obrazovce neobjevují, všude je vysílání označeno jednoduše jako Rai Italia. V minulosti kanál vysílal i pro Evropu, kde sdílel vysílací čas s kanálem Rai Med.
- Rai Italia 1 - pro Severní Ameriku a Jižní Ameriku
- Rai Italia 2 - pro Austrálii
- Rai Italia 3 - pro Asii a Afriku

Například v USA šíří programy Rai jedna z největších amerických kabelových společností DirecTV. 
Balíček Rai Direct obsahuje celkem tři kanály:
- Rai Italia (všeobecné zaměření)
- Rai World Premium (filmy a seriály Rai)
- Rai News24 (zprávy)

Cena balíčku se pohybuje okolo 10 $.